# Azlaf
Azlaf (franska: Azlaf (CR), Azlaf (Commune Rurale), arabiska: الربع الفوقي) är en kommun i Marocko.   Den ligger i provinsen Driouch och regionen Oriental, 300 km öster om huvudstaden Rabat. Antalet invånare är 5 337.